# Theresienkapelle (Singen)

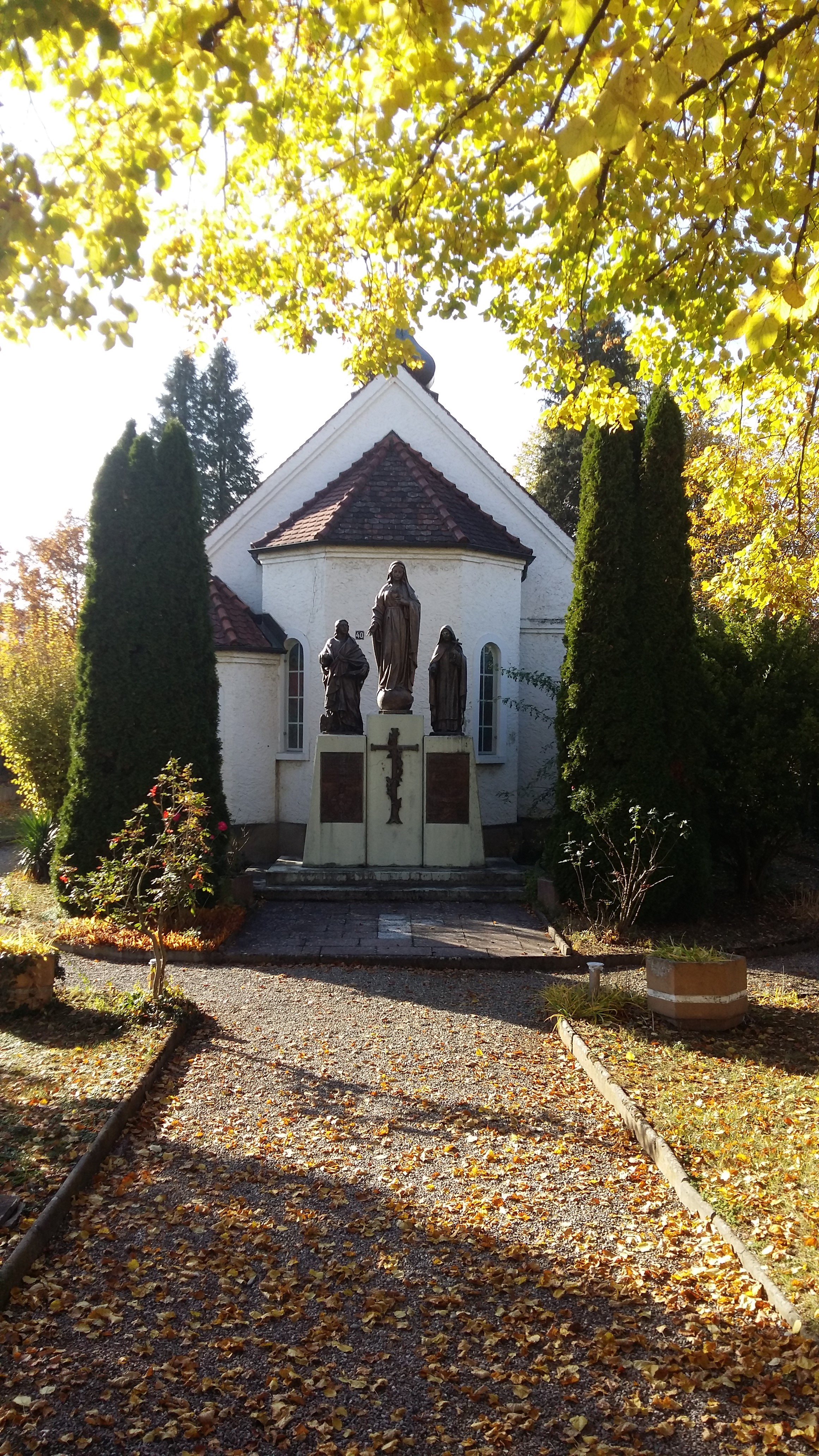
Die Theresienkapelle im Herbst 2018

Die Theresienkapelle, die heute im Singener Industriegebiet liegt, wurde 1946/47 von deutschen Kriegsgefangenen unter französischer Besatzung erbaut. Arbeiter und Planer lebten zur Zeit des Baus in denselben Baracken, in denen zuvor von 1941 bis 1945 sogenannte „Ostarbeiter“ untergebracht waren. Nach der Auflösung des Lagers, das die Bezeichnung „Dépôt secondaire 231/B“ trug, im September 1948, wurde die Kirche kaum genutzt und verfiel. Sie konnte nur durch das Engagement von Singener Bürgern, unter anderem Wilhelm Waibel, gegen viele Widerstände erhalten werden.

## Die Theresienwiese als Lager für Zwangsarbeiter aus Polen und der Sowjetunion
Seit 1939 kamen Fremdarbeiter und Kriegsgefangene im Dritten Reich als Arbeitskräfte zum Einsatz. Darunter waren beispielsweise Polen, Serben, Niederländer oder Franzosen. Der Mangel an Arbeitskräften hatte seine Ursache in der massiven Mobilisierung für die Wehrmacht seit dem Überfall auf die Sowjetunion und der dadurch als notwendig angesehenen Steigerung der Produktion in der Rüstungsindustrie. Da sie grundsätzlich als Feinde betrachtet wurden, sah man keine Schwierigkeiten darin, die Bevölkerung der eroberten Staaten als Zwangsarbeiter in Deutschland einzusetzen. Zu den bereits genannten Fremdarbeitern kamen seit 1941 auch noch sowjetische Kriegsgefangene, die Ostarbeiter. Diese standen in der Hierarchie noch weiter unten als die Polen oder Franzosen. Die massenweise Rekrutierung von Arbeitern erfolgte durch die Deportation mit der Eisenbahn. Zudem wurden junge Menschen durch Anwerbeversuche angelockt; versprochen wurde ihnen sowohl ein höherer Lebensstandard als auch gute Arbeitsbedingungen. Vielen in der überwiegend ländlichen Bevölkerung schien in manchen Regionen, zum Beispiel im Gebiet Poltawa in der Ukraine, das Angebot eine gute Gelegenheit zu sein, ein neues Leben unter besseren Bedingungen neu anzufangen. Es gab zwar Vorschriften und Regelungen für den Einsatz von Ostarbeitern, die den Anschein von Legalität und Rechtmäßigkeit hatten, jedoch zeigen mehrere Berichte, dass diese nicht eingehalten wurden, weil es beispielsweise keine Verträge über Arbeitslöhne oder gerechte Behandlung gab. Auch das Aluminium-Werk Singen, die Georg Fischer AG und Maggi sollten mit Arbeitskräften zu versorgen werden und erhielten deswegen Zwangsarbeiter aus dem Osten. Es lebten etwa 1300 dieser Ostarbeiter in den Baracken auf der Theresienwiese in der Nähe der genannten Singener Firmen.
Die damals 13-jährige Belarussin Sinaida Dorofejeva aus dem Dorf Bluew, Kreis Rogatschew, schildert in einem Brief aus dem Frühjahr 1989 ihren Weg nach Singen:

„Die Seufzer, die Schreie, das Schluchzen – das ist bis zum heutigen Tage in meinen Ohren. Ich ging in Filzstiefeln mit Löchern in der Sohle, ohne Strümpfe, und wir wurden begleitet von der Polizei. […] Man fuhr uns weiter im Gepäckwagen, die Fenster waren vergittert, die Türe verschlossen. Wir fuhren vor allem nachts. Auf den Stationen schlugen wir mit Händen und Füßen gegen die Türen. Man ließ uns heraus, und in Anwesenheit der deutschen Aufseher mussten wir unserer Notdurft verrichten. […] In Singen kamen wir am 10. Dezember 1942 an. Man führte unsere Kolonne in ein Lager in einer Aluminium-Fabrik. Dort waren viele Mädchen aus der Ukraine, aus dem Kreis Symska. Aus Weißrussland waren nur wenige. Wir sahen furchtbar aus. […] Das Lager war von einem festen Zaun umgeben; oben war Stacheldraht, und es gab Türme mit Wachen.“

## Kriegsgefangenenlager der französischen Besatzungsmacht

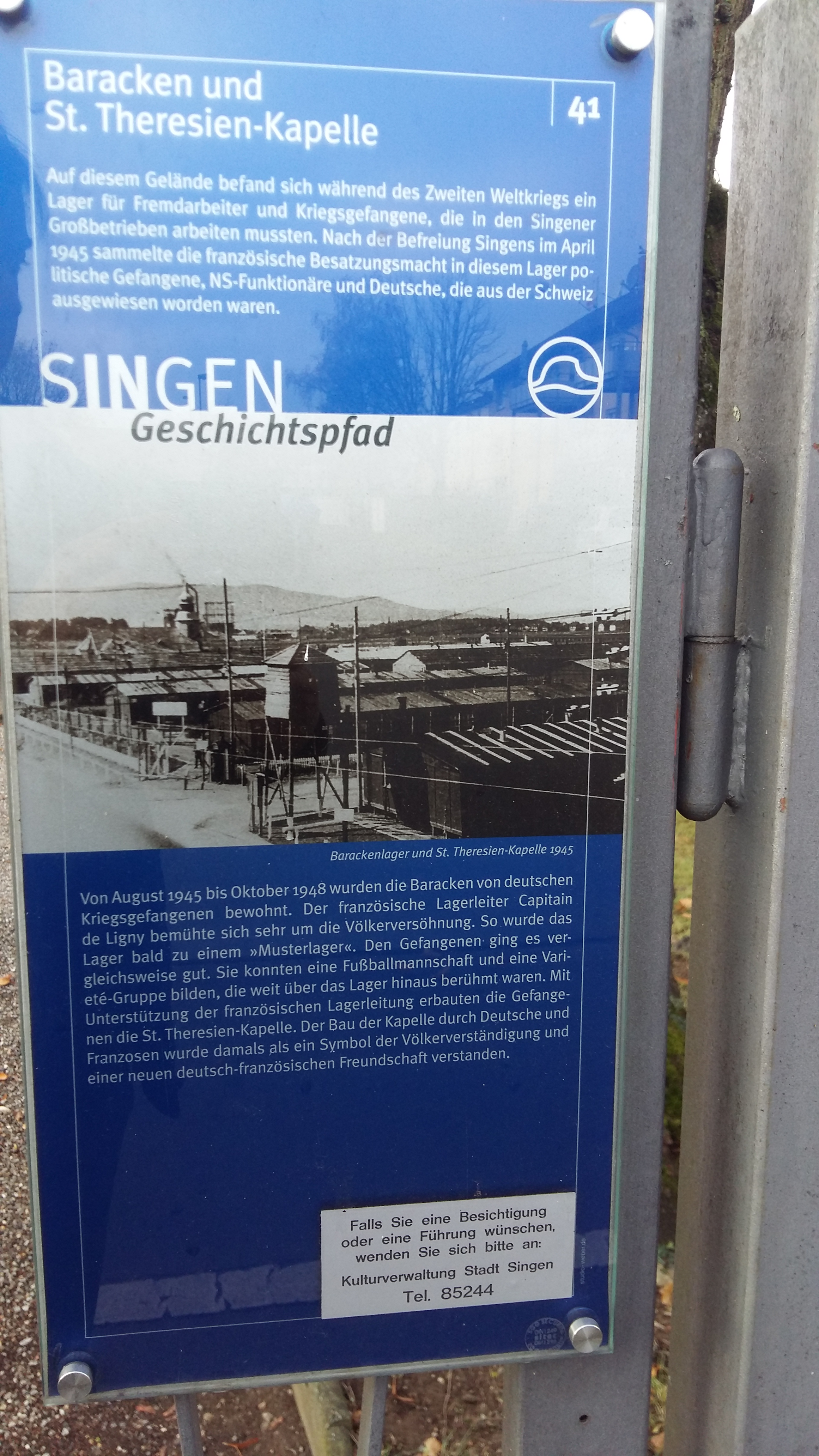
Gedenktafel

Im März 1945 überschritten Verbände der 1. Französischen Armee die Grenze bei Karlsruhe. Nachdem am 24. April 1945 die ersten Panzer der Franzosen Singen erreicht hatten, übernahmen sie die Stadt ohne jegliche Versuche der Verteidigung. In der Nacht zuvor waren knapp 80 % der Singener Bevölkerung aus ihrer Heimatstadt in die nahegelegene Schweiz geflohen und so blieben von 21.500 Einwohnern nur 4.000 zurück. Aufgrund der kampflosen Übergabe kehrten sie jedoch noch am 24. April zurück. Nach der Kapitulation der deutschen Wehrmacht am 8. Mai 1945 wurde in den Konferenzen von Jalta (04.–11. Februar 1945) und Potsdam (17. Juli – 2. August 1945) Deutschland in vier Besatzungszonen aufgeteilt. Frankreich, welches den Status einer Siegermacht erhalten hatte, besetzte dabei Gebiete im Südwesten Deutschlands. Singen lag nun also in der französischen Zone. Die Theresienwiese wurde jetzt für die Unterbringung von deutschen Kriegsgefangenen genutzt (bis September 1948). Sie lebten in denselben Baracken, die von 1942 bis 1945 als Lager für die Zwangsarbeitern (die sogenannten „Ostarbeitern“) verwendet wurden.

## Der Bau der Theresienkapelle
Der französische Kommandant des Singener Kriegsgefangenenlagers Jean Le Pan de Ligny wollte die Gefangenen auf der Theresienwiese sinnvoll beschäftigen und organisierte von 1946 bis 1947 den Bau einer Kapelle, die auf dem Fundament eines Luftschutzbunkers errichtet wurde. Am Bau dieses Gotteshauses waren hauptsächlich 14 Personen beteiligt, wobei Kommandant Ligny vor allem bei der Materialbeschaffung half. Die Leitung übernahm der ehemalige Architekt Wilhelm Gottschalk, der bisher allerdings keine Erfahrungen mit dem Kirchenbau hatte. Gipsermeister Fritz Horst konnte den anderen Beteiligten bei der Maurer- und Gipsarbeit zur Hand gehen. Die Wand- und Glasmalereien stammen von Heinz Ort. Er arbeitete vor der Zeit als Gefangener in dem Beruf eines Grafikers und schuf die Wandfresken des Hl. Johannes und der Heiligen Therese. Helmut Weber schmiedete die Beleuchtungskörper, wobei die beiden großen Deckenleuchter besondere Meisterwerke darstellen. Sie mussten allerdings im Lauf der Zeit auf Grund von Renovierungsarbeiten abgehängt und ausgetauscht werden und befinden sich inzwischen auf dem Dachboden der Kapelle. Weitere beteiligte Personen waren Alfred Bader, Hans Busch, Jakob Eschbach, Eugen Gauß, Eugen Hölz, Hans und Reinhold Meier, Wilhelm Müller sowie Karl Sommermann. 1947 wurde die Kapelle geweiht. Auf Grund der Schließung des Lagers im September 1948 verfiel die Theresienkapelle allmählich und konnte nur durch den Einsatz von Singener Bürgern als Andenken an das Lager erhalten bleiben. Seit den 1980er Jahren ist die Kapelle ein Kulturdenkmal.

## Wilhelm Waibel
Wilhelm Josef Waibel, genannt Willi Waibel, wuchs in der Singener Südstadt auf. Er war lange Jahre bei der Georg Fischer AG in der EDV tätig gewesen. Dort stieß er auf Akten, welche den Einsatz von Zwangsarbeiter dokumentierten. Daraufhin kümmerte er sich 40 Jahre lang um die Aufarbeitung ihrer Geschichte bei den ansässigen Industrieunternehmen, unter anderem bei Maggi. Anfangs waren seine Versuche erfolglos, da die Unterlagen von 1933 bis 1945 in einigen Archiven „offenbar nicht mehr gefunden werden“ konnten. Im Laufe der Zeit sichtete er jedoch etwa 1500 Zwangsarbeiterakten der großen Industriefirmen aus Singen. Aus dieser Erfahrung heraus suchte er später Kontakt zu ehemaligen Zwangsarbeitern und rief 1993 die Städtepartnerschaft zwischen Singen und Kobeljaky in der Ukraine ins Leben. Außerdem setzte er sich für den Erhalt der Theresienkapelle ein. 2016 erhielt er für seine Verdienste die Ehrenbürgerschaft der Stadt Singen.

## Die Kapelle heute
Seit dem Jahr 2015 gilt die Theresienkapelle als Gedenkstätte für folgende drei Zeitschichten:
1. die Erfahrung des Nationalsozialismus und des Zwangsarbeitereinsatzes in der Singener Industrie
2. die unmittelbaren Nachkriegsjahre
3. den Umgang mit der Diktaturerfahrung im Gedächtnis der bundesrepublikanischen Gesellschaft

Außerdem wird die Kapelle heute von der italienischen Gemeinde, der Missione Cattolica Italiana Singen-Villingen, für ihre Gottesdienste genutzt.